# عوز المغنيسيوم في النبات
نقص المغنسيوم (بالإنجليزية: Magnesium deficiency)‏ هو اضطراب يصيب النبات إذا انخفضت نسبة المغنيسيوم عن حد معين في أنسجة النبات.

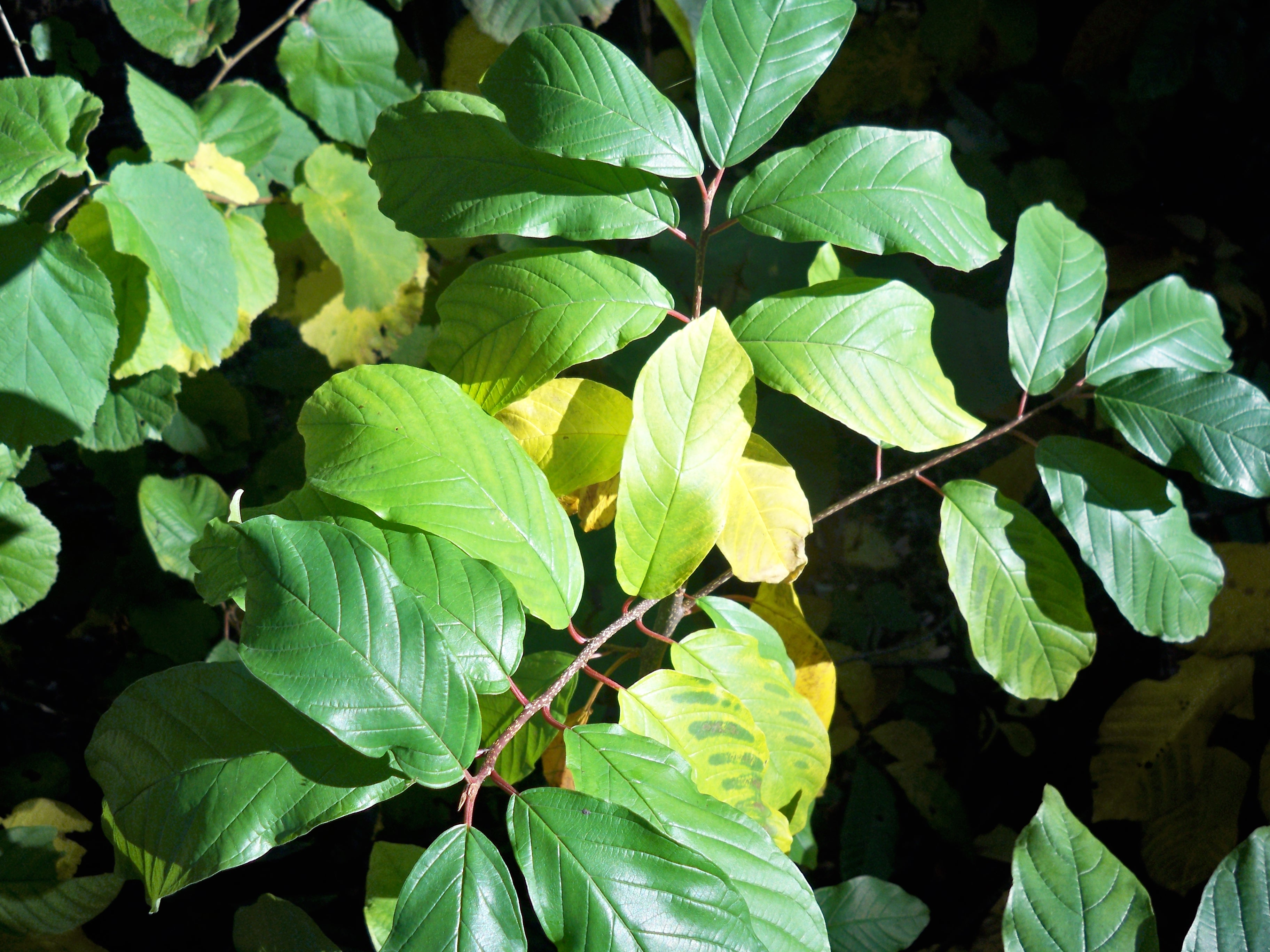
نبات يظهر أعراض نقص المغنسيوم